# Északi-Szentinel-sziget
Az Északi-Szentinel-sziget egyike az Andamán-szigetcsoportnak, melyhez a Déli-Szentinel-sziget is tartozik a Bengáli-öbölben. Csak az északi sziget lakott, a déli sziget teljesen lakatlan.
A sziget lakói a szentinelézek, akik gyakran ellenségesek, és elutasítanak mindennemű kontaktust a külvilággal. Ezenfelül valószínű, hogy az egyetlen olyan sziget, mely a mai napig érintetlen a modern civilizáció számára. Névlegesen a Déli-Andamán közigazgatási körzethez tartozik, mely része az Andamán- és Nikobár-szigetek Indiai-Szövetségi-területének.

## Földrajz
Az Északi-Szentinel-sziget 36 km-re fekszik nyugatra a Déli-Andaman-szigeten lévő Wandoor településtől, 50 km-re Port Blairtől, és 59,6 km-re északra a Déli-Szentinel-szigettől. Az Északi-Szentinel-szigetet korallzátonyok veszik körül, és nincsenek természetes kikötők. Az egész szigetet – a zátonyok kivételével – sűrű erdőség borítja. A sziget körül egy keskeny tengerpart található, amely mögött a talaj 20 méterre emelkedik, majd fokozatosan 46 méterre. A szigeten a zátonyok 800 és 1300 méter között terjednek a partról. Egy erdős kis sziget, a Constance-sziget, mintegy 600 méterre fekszik a délkeleti partvidéken, a zátony szélén. 2004-ben az Indiai-óceán földrengése megdöntötte a tektonikus lemezt, ezzel 1-2 méterrel emelve azt a sziget alatt. A környező korallzátonyok nagy kiterjedései ki voltak téve ennek, és véglegesen száraz területekké vagy sekély lagúnákká váltak, amelyek kiterjesztették a sziget határait, melyek akár 1 kilométert is szélesedtek a nyugati és a déli oldalon, és a fő szigetet egyesítették a Constance-szigettel.

## Történelem

### Csola dinasztia
I. Radzsendra Csola (1014-1044), egyik királya a Tamil Csola-dinasztiának, aki meghódította az Andamán és Nicobar-szigeteket, hogy stratégiai haditengerészeti bázisként használja fel őket haditengerészeti expedíciók indítását a Sriwijaya birodalom ellen. Tinmaittivu szigeteknek nevezték ("Vitézség, Igazság, Erő, szigete") tamil nyelven.

### Maratha birodalom
Az Andamán és a Nicobar-szigetek egészen a 17. században, ideiglenes tengeri támaszpontot jelentettek a Marátha Birodalom hajói számára. A Marátha haditengerészet Kanhoji Angre admirális vezetésével, a tengeri szigeteken haditengerészeti fölényt szerzett, mely eredményeként végül a szigeteket Indiához csatolta.